# Isekai
Isekai (異世界, traduzido como "mundo diferente" ou "outro mundo") é um gênero japonês de light novels, mangás e anime que giram em torno de uma pessoa que é transportada e tem que sobreviver em outro mundo, como um mundo de fantasia ou universo paralelo. Este dispositivo de enredo permite que o público aprenda sobre o novo mundo no mesmo ritmo que o protagonista. As obras de Isekai também costumam cair na fantasia, gêneros de ficção científica, fantasia de portal ou viagens acidentais .
Frequentemente, o protagonista é retratado como já familiarizado com o mundo paralelo, por se tratar de um universo ficcional preexistente em seu mundo. Também é comum que o mundo paralelo seja desconhecido para eles, como é o caso das histórias de "Isekai invertido", como Sonic X e Quarteto Isekai. O novo universo pode ser um mundo estranho totalmente diferente, onde apenas o protagonista retém conhecimento e tem alguma memória de sua vida anterior, como na Saga de Tanya, o Mal e a Ascensão de um Bookworm. A maneira como o protagonista chega lá pode variar muito: em algumas mídias, eles reencarnam naquele mundo depois de morrer; em outros, eles são convocados ou teletransportados para aquele mundo por motivos acidentais ou intencionais, como no caso de Isekai Cheat Magician e The Saint's Magic Power Is Onipotent ; ou eles podem, sem saber, ter caminhado por um portal conectando dois mundos, como no caso de Spirited Away e Inuyasha. Em Sorcerous Stabber Orphen, uma população inteira de humanos apareceu no mundo criado magicamente, foi transportada da Terra e foi parcialmente misturada com seres celestiais semelhantes a dragões locais. Isekai também pode ser aquele onde um mundo anteriormente virtual se transforma em um real, como em Log Horizon e Overlord.

## Características
O gênero pode ser dividido em dois tipos "transição para outro mundo" (異世界転移, isekai ten'i) e "reencarnação em outro mundo" (異世界転生, isekai tensei).
Nas histórias de "transição para outro mundo", o protagonista é transportado para outro mundo (por exemplo, viajando para dentro dele ou sendo convocado para ele). Lá, eles normalmente se encontram em um papel de herói ou salvador predito. A maioria das primeiras histórias de isekai de primeira geração se enquadra neste tipo, como Fushigi Yūgi ou The Vision of Escaflowne.
A 2ª geração do gênero isekai viu o desenvolvimento de histórias de "reencarnação em outro mundo", onde um protagonista se encontra "transmigrado" no corpo de um personagem já existente no outro mundo (por exemplo, eles nascem como uma criança no novo mundo de fantasia, embora retenha todas as memórias anteriores (Wise Man's Grandchild), ou eles acordam no corpo de um personagem estabelecido que morreu ou trocou de lugar e agora possui o corpo do protagonista no mundo real.) O protagonista pode precisar fingem amnésia, ou podem herdar o conhecimento e as memórias do dono anterior do corpo, para que passem pelo caráter que agora possuem.
A convenção de uma pessoa normal e comum ser atropelada por um caminhão e acordar para se encontrar em um novo corpo em um novo mundo é tão comum que se tornou um tropo do gênero, com paródias e memes de "Truck Kun" (também conhecido como, "Mr. Truck") se espalhando.
O "outro mundo" em que um protagonista se encontra pode ser um cenário histórico da vida real, um mundo de fantasia, normalmente ao estilo da idade medieval européia, uma realidade alternativa ou um planeta estranho. Mundos fictícios, como um protagonista sendo transportado para livros, videogames ou programas de televisão, também são populares.
Em quase todas as histórias de isekai, o protagonista transportado / reencarnado é uma pessoa normal em seu mundo original, que agora possui habilidades especiais, conhecimentos e habilidades no novo mundo que os permitem ter sucesso.
Por exemplo: eles podem descobrir que têm poderes novos ou especiais concedidos a eles no novo mundo, como magia ou habilidades sagradas, ou uma profecia pode conceder a eles status e posição especial, ou um ser ou criatura de poder (como um deus ou dragão) podem formar um relacionamento com eles.
Em muitos exemplos, o personagem principal é uma pessoa comum que prospera em seu novo ambiente graças a coisas normais no mundo real sendo vistas como extraordinárias no "outro" mundo. Podem ser características físicas, como cabelo ou cor dos olhos, ou normais, habilidades do dia a dia que aprenderam em suas vidas anteriores, como culinária, engenharia, educação básica ou medicina, que são muito mais avançadas no mundo real moderno do que no o mundo para o qual eles são enviados.
Em exemplos em que um protagonista foi transportado para um mundo ficcional, como o de um livro, eles costumam confiar no conhecimento do gênero ou no conhecimento detalhado da trama para ter sucesso ou, no caso de um mundo de videogame, uma interface de jogo só eles podem ver. Em alguns exemplos, o gênero isekai se sobrepõe às histórias do gênero "sistema de níveis", populares nos romances leves chineses, onde uma pessoa comum se torna extraordinária com a ajuda de uma interface de usuário, ou "sistema", apenas eles podem acessar, o que lhes concede especial conhecimento, habilidades e permite que eles "subam de nível" ganhando pontos ou concluindo tarefas, de forma muito semelhante a um sistema de interface de videogame.
Embora o protagonista de uma obra isekai clássica seja geralmente um "herói escolhido", tem havido um grande número de abordagens alternativas para o conceito. Uma tendência é o protagonista habitando o corpo de um personagem secundário sem importância, ou mesmo um vilão (como em Minha próxima vida como uma vilã: todas as rotas levam à destruição!). Nessas histórias, o objetivo de um protagonista é tipicamente reformar o personagem para evitar um destino ruim ou a morte, muitas vezes tendo tanto sucesso que se torna o novo protagonista. Existem até casos de protagonistas se tornando criaturas inumanas, como em That Time I Got Reincarnated as a Slime, onde o protagonista começa como um slime com habilidades especiais ao invés de um humano, ou até mesmo objetos inanimados, como um mágicoOnsen. Outros, conhecidos como "isekai invertido", seguem seres de um universo de fantasia que foram transportados ou reencarnados na Terra moderna, incluindo o anime Laidbackers e Re: Creators. Histórias paralelas mostrando o destino do corpo original do protagonista, que foi trocado pelo personagem que eles agora possuem, às vezes são oferecidas como conteúdo bônus aos leitores.
Um desdobramento do gênero isekai é o gênero "segunda chance" ou "reencarnação", onde um protagonista que, ao morrer, se vê transportado, não para um mundo diferente e novo corpo, mas para seu próprio eu mais jovem. Com seu novo conhecimento e intelecto mais antigo, eles são capazes de reviver suas vidas evitando suas armadilhas anteriores. Outro desdobramento do gênero inclui a abordagem de "vida lenta", onde o protagonista estava sobrecarregado em sua vida anterior, então decide pegar leve na próxima. Outro desdobramento é onde o protagonista usa o novo mundo para explorar um interesse, hobby ou objetivo que eles tinham no mundo anterior, mas onde não conseguiram alcançar, como estudar ou talvez abrir um negócio, como em Restaurante para outro mundo.
Em muitas obras, o isekai se sobrepõe ao gênero harém, onde o protagonista ganha o afeto de diversos interesses amorosos em potencial, que podem ou não ser humanos. Exemplos disso são Isekai Meikyū de Harem e How Not to Summon a Demon Lord.

## História
O conceito de tem origens na literatura japonesa antiga, particularmente na história do pescador Urashima Tarō, que salva uma tartaruga e é levado a um maravilhoso reino submarino. Depois de passar o que ele acreditava ser de quatro a cinco dias lá, Urashima retorna à sua aldeia natal apenas para se encontrar 300 anos no futuro. O conto popular foi adaptado em um dos primeiros anime filmes, Seitaro Kitayama de Urashima Taro, em 1918. Outros precursores de isekai incluem portal fantasia histórias de literatura Inglês, nomeadamente os romances Alice no País das Maravilhas (1865), Um ianque de Connecticut na corte do Rei Arthur (1889), O Maravilhoso Mágico de Oz (1900), Peter Pan (1904) e As Crônicas de Narnia (1950).

### A mídia japonesa moderna
As primeiras histórias de isekai japonesas modernas incluem o romance Guerreiro de Outro Mundo de Haruka Takachiho (1976) e o anime Aura Battler Dunbine de Yoshiyuki Tomino (1983). Outros títulos iniciais de anime e mangá que poderiam ser classificados como isekai incluem Mashin Hero Wataru (estreia em 1988), Shurato (estreia em 1989), NG Knight Ramune & 40 (estreia em 1990), Fushigi Yûgi (estreia em 1992) e El-Hazard (estreia em 1995), em que os protagonistas permaneceram semelhantes à sua aparência original ao entrar em um mundo diferente. Outros títulos da década de 1990 identificados comoisekai inclui o romance e a série de anime The Twelve Kingdoms (estreia em 1992), a franquia de mangá / anime / game Magic Knight Rayearth (estreia em 1993), o jogo de aventura visual novel YU-NO: A Girl Who Chants Love at the Bound of this World (1996), a série de mangá e anime InuYasha (estreia em 1996), e a série de anime Now and Then, Here and There e Digimon Adventure (estreia em 1999). O filme de anime Spirited Away (2001) foi um dos primeiros filmes de anime isekai mundialmente conhecidos, embora o termo "isekai" não fosse comumente usado na época.
Um romance leve e série de anime isekai popular nos anos 2000 foi The Familiar of Zero (estreia em 2004), onde o protagonista masculino Saito é do Japão moderno e é convocado para um mundo de fantasia pela protagonista feminina Louise. The Familiar of Zero popularizou o gênero isekai em novelas na web e na mídia de novelas leves, junto com o site Shōsetsuka ni Narō ("Vamos Tornar-nos Novelistas"), conhecido como Narō. A fan fiction Familiar of Zero se tornou popular em Narō durante o final dos anos 2000, eventualmente gerando um gênero de romances isekai no site, que se tornou conhecido como romances de Narō. O familiar do zeroescritores de fan fiction eventualmente começaram a escrever romances isekai originais, como Tappei Nagatsuki, que criou Re: Zero (estreia em 2012).
Títulos posteriores como Knight's & Magic (estreia em 2010) e The Saga of Tanya the Evil (estreia em 2013) envolveram seus protagonistas morrendo e sendo reencarnados em um mundo diferente. O romance isekai mais influente a esse respeito foi Mushoku Tensei (estreia em 2012), que começou como um romance Narō e popularizou o subgênero de reencarnação de isekai enquanto estabelecia uma série de tropos isekai comuns. Mushoku Tensei foi o romance de Narō mais popular por vários anos e, portanto, serviu como um ponto de referência para vários escritores de isekai que se seguiram.
O gênero acabou se tornando tão popular que, em 2016, um concurso de contos japoneses organizado pela Bungaku Free Market e Shōsetsuka ni Narō proibiu qualquer inscrição no isekai . A editora Kadokawa baniu as histórias de isekai também em seu próprio concurso de romances no estilo anime / mangá em 2017. Em maio de 2021, Kadokawa anunciou que abriria um "Museu Isekai" em julho do mesmo ano.